# Флауэр, Дэвид
Дэвид Флауэр — британский астроном и физико-химик, в настоящее время — главный редактор журнала Monthly Notices of the Royal Astronomical Society (MNRAS). Почетный профессор кафедры физики Даремского университета. Он стал главным редактором MNRAS после долгого пребывания в редколлегии издания. Член Королевского астрономического общества и Королевского общества искусств.
В центре внимания исследований профессора Флауэра находятся физика и химия межзвездной среды. Другие научные интересы включают физику атомных и молекулярных столкновений и астрофизику. Он является автором книги «Молекулярные столкновения в межзвездной среде» (англ. Molecular Collisions in the Interstellar Medium), которая была опубликована в 2007 году издательством Кембриджского университета. У него есть длинный список исследований, опубликованных в рецензируемых журналах.